# نعيم العضاض
نعيم حسن علي محمد العضاض (1944 - 1992) عالم عراقي وخبير في مجال الحاسبات وعمل مديرا لدائرة الحاسبة والبحوث (أيلول 1968- آذار 1971) أسس المركز القومي للحاسبات الالكترونية وأنشأ المقر الدائم للمركز ووضع خطة التنمية المعلوماتية في العراق 1973 وقام بمتابعة الخطة الخمسية العراقية والعمل عليها.

## ولادته ونشأته
ولد نعيم حسن علي بن الشيخ محمد العضاض عام 1944 في بيت يحمل طابو رقم 1 في مدينة الناصرية بلواء الناصرية على شارع الحبوبي، وهو نفس البيت الذي احتضر فيه محمد سعيد الحبوبي قائد الثورة التي قد تكون أسست العراق الحديث. والده حسن علي بن الشيخ محمد العضاض وقد كان الشيخ محمد أول رئيس بلدية لمدينة الناصرية، ومن عائلة العضاض خرج محمد حسن العضاض أول ممثل للواء في مجلس النواب العراقي في العهد الملكي. وكان الزعيم عبد الكريم قاسم ينزل عندهم ضيفا ويمضي ليلته في ديوان العضاض في طريقه من البصرة إلى بغداد عندما كان ضابطا وظل يزور الديوان كلما حانت الفرصة.

## دراسته
حصل على مرتبة شرف مزدوجة من الدرجة الأولى ( (Bsc. في الهندسة الالكترونية والرياضيات، من جامعة ويلز ((Wales- United kingdom عام 1966 وماجستير (Msc.) في الهندسة الالكترونية، من جامعة ويلز ((Wales- United kingdom عام 1967 ومن ثم دكتوراه في تحليل السياسات، من معهد كاليفورنيا للتكنولوجيا (CALTECH) –الولايات المتحدة الأمريكية عام 1978. وكان زميل مركز أم.أي.تي. للدراسات الهندسية المتقدمة (Massachusetts Institute of Technology) الولايات المتحدة الأمريكية عام 1973.

## الخبرة المهنية
قد تكون اهم انجازات الدكتور نعيم العضاض في حقل المعلومات أعماله بصفته نائب رئيس اللجنة الوطنية للحاسبات الإلكترونية التي أسست المركز القومي للحاسبات الإلكترونية وحوسبة الكثير من المنظمات الحكومية كالطاقة الذرية. ومن خلال عملة في لجنة نقل التكنولوجيا أسس مركز ثم مؤسسة البحوث الفنية بديوان الرئاسة التي أسست نظام بدالات كان فريدا من نوعه آنذاك متكاملا بتكنولوجيا رقمية مشفرة تهيئ للمستخدم الحكومي الاتصال من أية دائرة حكومية إلى أي مكان في العراق وذلك في أوائل السبعينات وإنشاء نظام خلوي متكامل في العراق عام 1982 ومنظومة معلوماتية متكاملة للاتصالات السلكية واللاسلكية المؤمنة.

## وفاته
لقي حتفه على طريق عمّان بعد التحاقه بالمعارضة  بتاريخ 12 مارس 1992.

## روابط خارجية
قصة المخابرات العراقية، نعيم العضاض العالم العراقي نهاية غامضة الحلقة 40 على يوتيوب